# Coulongé
 Coulongé  es una comuna y población de Francia, en la región de País del Loira, departamento de Sarthe, en el distrito de La Flèche y cantón de Mayet.
Su población en el censo de 1999 era de 541 habitantes.
Está integrada en la Communauté de communes Aune et Loir .

## Demografía
| 607 | 562 | 532 | 466 | 497 | 541 |
| Para los censos de 1962 a 1999 la población legal corresponde a la población sin duplicidades (Fuente: INSEE [Consultar]) |     |     |     |     |     |